# Gondwanaland
Det sydlige superkontinent Gondwanaland omfattede det meste af de landmasser der i dag udgør kontinenterne på den sydlige halvkugle, deriblandt Antarktis, Sydamerika, Afrika, Madagaskar, Indien, Australien, Ny Guinea og New Zealand. På samme tid var Nordamerika og Eurasien forenet i det nordlige superkontinent Laurasien.
Gondwanaland var centreret cirka hvor Antarktis ligger i dag, men klimaet var dog rimelig mildt. Kæmpekontinentet var beboet af en bred vifte af flora og fauna i mange millioner år.
Gondwanaland begyndte at dele sig i den sene juratid, omkring 160 millioner år siden. Afrika blev udskilt og begyndte at drive nordpå. Derefter løsrev det senere Indien sig for omkring 125 millioner år siden. 